# Costula tendinis

Skleryty skrzydłowe. tg: tegula, Humeral plate: płytka humeralna, First Axillary: pierwszy skleryt aksillarny, Second Axillary: drugi skleryt aksillarny, Third Axillary: trzeci skleryt aksillarny, Fourth Axillary: czwarty skleryt aksillarny, bf: bazalny fałd skrzydła, Proximal plate: przednia płytka medialna, Distal plate: tylna płytka medialna, ANP: przedni wyrostek notalny tergitu, PNP: tylny wyrostek notalny tergitu, axillary cord: costula tendinis, Vannus: pole analne, C: żyłka kostalna, Sc: żyłka subkostalna, R: żyłka radialna, M: żyłka medialna, Cu: żyłka kubitalna, PCu: żyłka postkubitalna, A: żyłki analne, JA: żyłki jugalne.

Costula tendinis (ang. axillary cord) – część skrzydła niektórych owadów uskrzydlonych, np. jętek.
Jako costula tendinis określa się fałdę tylnego brzegu regionu aksillarnego skrzydła ograniczoną pomarszczonym pogrubieniem, które to płynnie przechodzi w tylną krawędź tergitu. Przywodzi ona na myśl więzadło. Wyróżnia się w obrębie tej struktury dwie części: proksymalną (dosiebną, łac. costula tendinis antica, ang. anterior axillary cord) oraz dystalną (odsiebną, łac. costula tendinis postica, ang. posterior axillary cord).